# Talsperre Vale do Gaio
Die Talsperre Vale do Gaio (portugiesisch Barragem de Vale do Gaio bzw. Barragem Trigo de Morais) liegt in der Region Alentejo Portugals im Distrikt Setúbal. Sie staut den Fluss Xarrama zu einem Stausee (port. Albufeira [da Barragem] de Vale do Gaio) auf. Ca. 2,5 km unterhalb der Talsperre mündet der Xarrama in den Sado. Ungefähr 15 km nordwestlich der Talsperre liegt die Kleinstadt Alcácer do Sal.
Mit dem Projekt zur Errichtung der Talsperre wurde im Jahre 1936 begonnen. Der Bau wurde 1949 fertiggestellt. Die Talsperre dient neben der Bewässerung auch der Stromerzeugung. Sie ist im Besitz der Associação de Beneficiários do Vale do Sado.
Am 5. Dezember 1951 wurde die Talsperre zu Ehren des Ingenieurs António Trigo de Morais in Barragem Trigo de Morais umbenannt.

## Absperrbauwerk
Das Absperrbauwerk ist ein Staudamm mit einer Höhe von 51 m über der Gründungssohle (34 m über dem Flussbett). Die Dammkrone liegt auf einer Höhe von 44,5 m über dem Meeresspiegel. Die Länge der Dammkrone beträgt 368 m und ihre Breite 6 m. Das Volumen des Bauwerks beträgt 636.000 m³.
Der Staudamm verfügt sowohl über einen Grundablass als auch über eine Hochwasserentlastung. Über den Grundablass können maximal 70 m³/s abgeleitet werden, über die Hochwasserentlastung maximal 1.000 m³/s. Das Bemessungshochwasser liegt bei 1.710 m³/s; die Wahrscheinlichkeit für das Auftreten dieses Ereignisses wurde mit einmal in 10.000 Jahren bestimmt.

## Stausee
Beim normalen Stauziel von 40,5 m (maximal 42,5 m bei Hochwasser) erstreckt sich der Stausee über eine Fläche von rund 5,5 (bzw. 5,55) km² und fasst 63 Mio. m³ Wasser – davon können 55 (bzw. 58) Mio. m³ genutzt werden. Das minimale Stauziel liegt bei 11 m.

## Kraftwerk
Das Kraftwerk Vale do Gaio gehört mit einer installierten Leistung von 1,02 MW zu den kleinsten Wasserkraftwerken Portugals. Die durchschnittliche Jahreserzeugung liegt bei 1,2 (bzw. 2,6) Mio. kWh.
Die Kaplan-Turbine wurde von VA Tech Escher Wyss geliefert. Sie befindet sich in einem Maschinenhaus am Fuße des Staudamms. Die Turbine des Kraftwerks leistet maximal 1,02 MW und der zugehörige Generator 1,30 MVA. Die Nenndrehzahl der Turbine liegt bei 500/min. Die Nennspannung des Generators beträgt 6 kV. In der Schaltanlage wird die Generatorspannung von 6 kV mittels eines Leistungstransformators auf 30 kV hochgespannt.
Die minimale Fallhöhe beträgt 2,43 m, die maximale 31,93 m. Der minimale Durchfluss liegt bei 1,5 m³/s, der maximale bei 4,8 m³/s.